# Young T & Bugsey
Young T & Bugsey – brytyjski duet hip-hopowy pochodzący z Nottingham w Anglii, w którego skład wchodzą odpowiednio Rashad Tucker i Doyin Julius.
Największą popularność w branży muzycznej osiągnęli oni w lipcu 2018 roku po gościnnym udziale w singlu producenta Stay Flee Get Lizzy, "Ay Caramba" wraz z Fredo, który dotarł do pierwszej czterdziestki listy UK Singles Chart, a także w czerwcu 2019 roku po wydaniu utworu "Strike a Pose" z gościnnym udziałem manchesterskiego rapera Aitcha, gdzie okupował on pozycję dziesiątą na tej samej liście, pięćdziesiątą ósmą na Polish Airplay Top 100 oraz pokrył się złotą płytą, nadaną przez Brytyjski Przemysł Fonograficzny za sprzedaż na poziomie 400 tys. kopii.